# Limosina subbrevipennis
Limosina subbrevipennis är en tvåvingeart som beskrevs av Frey 1954. Limosina subbrevipennis ingår i släktet Limosina och familjen hoppflugor.
Artens utbredningsområde är Tristan da Cunha. Inga underarter finns listade i Catalogue of Life.